# 1968年刚果共和国政变
1968年刚果共和国政变是指1968年9月4日阿方斯·马桑巴-代巴总统领导的的刚果共和国政府被军方推翻，马桑巴-代巴被迫辞职。此前，得到军方支持的马里安·恩古瓦比等人于1968年7月31日发动“七三一运动”，开始致力于推翻马桑巴-代巴政权。经过一个多月的政治动荡和数日的暴力冲突，马桑巴-代巴政权最终被推翻。政变后，阿尔弗雷德·拉乌尔成为临时国家元首，直到1969年1月马里安·恩古瓦比接管政权。